# 贝尔瑟
贝尔瑟（荷蘭語：Beerse，荷蘭語發音：[ˈbeːrsə] ⓘ）是比利时弗拉芒大區安特衛普省蒂倫豪特區的一个市镇，通行荷蘭語，是弗拉芒社群的一部分，面积37.48平方千米，人口18,128人（2020年1月1日）。贝尔瑟是杨森制药总部所在地。